# Rappenseehütte
Die Rappenseehütte ist eine Alpenvereinshütte der Sektion Allgäu-Kempten des Deutschen Alpenvereins. Sie ist mit 304 Schlafplätzen die größte aller 321 Hütten des Deutschen Alpenvereins. Übernachtungsrekord war am 19. September 1970 mit 681 Übernachtungsgästen. Im Durchschnitt kommt die Hütte auf ungefähr 15.000 Übernachtungen im Jahr.

## Lage

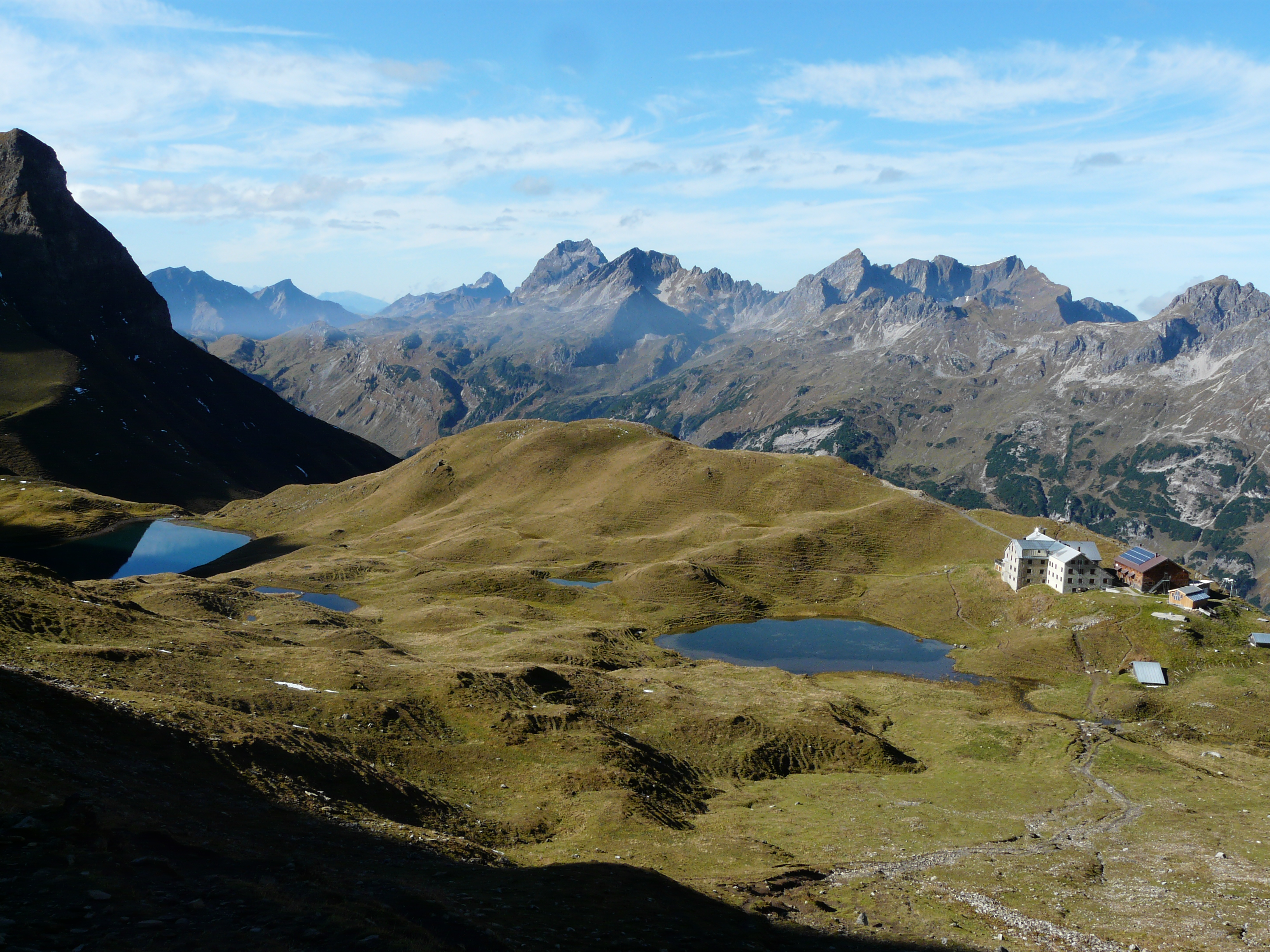
Hütte mit Kleinem Rappensee (Mitte) und Großem Rappensee (links)

Die Hütte der Kategorie I liegt in den Allgäuer Alpen wenige Kilometer südlich von Oberstdorf auf einer begrünten Geländestufe in unmittelbarer Umgebung des Kleinen und Großen Rappensees. Die bedeutendsten Gipfel im Bereich der Hütte sind Biberkopf und Hohes Licht. Der bekannte Heilbronner Weg beginnt oder endet östlich oberhalb der Rappenseehütte.

## Geschichte
Die Rappenseehütte wurde 1885 als 21. Hütte des DÖAV in den Nördlichen Ostalpen erbaut. Sie ist nach mehreren Erweiterungen die größte Hütte des Deutschen Alpenvereins.
Im August 2009 klagten über 100 Besucher der Hütte nach dem Genuss von Wasser über Magen-Darm- und Kreislaufbeschwerden und mussten teilweise per Helikopter ausgeflogen und klinisch betreut werden. Da der Defekt der Trinkwasseranlage bereits bekannt gewesen sein soll, wurden Ermittlungen wegen des Verdachts der fahrlässigen Körperverletzung eingeleitet. Das Verfahren wurde am 6. Juli 2010 vom Amtsgericht Sonthofen gegen Zahlung einer Geldbuße in Höhe von 2000 € eingestellt.

## Hüttenzustiege
- Von Birgsau (956 m, Bus von Oberstdorf) über Einödsbach und die Enzianhütte in ca. 4 Stunden
- Von Lechleiten (1541 m, Österreich) über die Lechleitner Alm in ca. 2½ Stunden
- Von Prenten (Österreich) durch das Hochalptal in ca. 4 Stunden

## Übergänge
Die direkten Nachbarhütten sind
- Waltenbergerhaus (2084 m, ca. 4 Stunden) anfangs über Heilbronner Weg
- Kemptner Hütte (1844 m, 5–6 Stunden) über Heilbronner Weg
- Mindelheimer Hütte (2058 m, ca. 4 Stunden)
- Enzianhütte (1804 m, ca. 1 Stunde)
- Fiderepasshütte (2067 m), mit Abstieg über Enzianhütte und Breitengehrenalpe (1156 m) sowie weiter über die Fiderescharte (2214 m)
- Holzgauer Haus (1512 m, ca. 3 Stunden).

## Touren
- Heilbronner Weg zur Kemptner Hütte (ca. 5–6 Stunden)
- Biberkopf (2599 m, ca. 2½ Stunden)
- Hohes Licht (2651 m, ca. 1½ Stunden)
- Rappenseekopf (2468 m, ca. 1 Stunde)
- Hochrappenkopf (2423 m, ca. 1 Stunde)

## Karten
- Alpenvereinskarte BY 2 Kleinwalsertal - Hoher Ifen, Widderstein (1:25.000)
- Alpenvereinskarte BY 2/1 Allgäuer-Lechtaler Alpen West (1:25.000)